# Basbousa

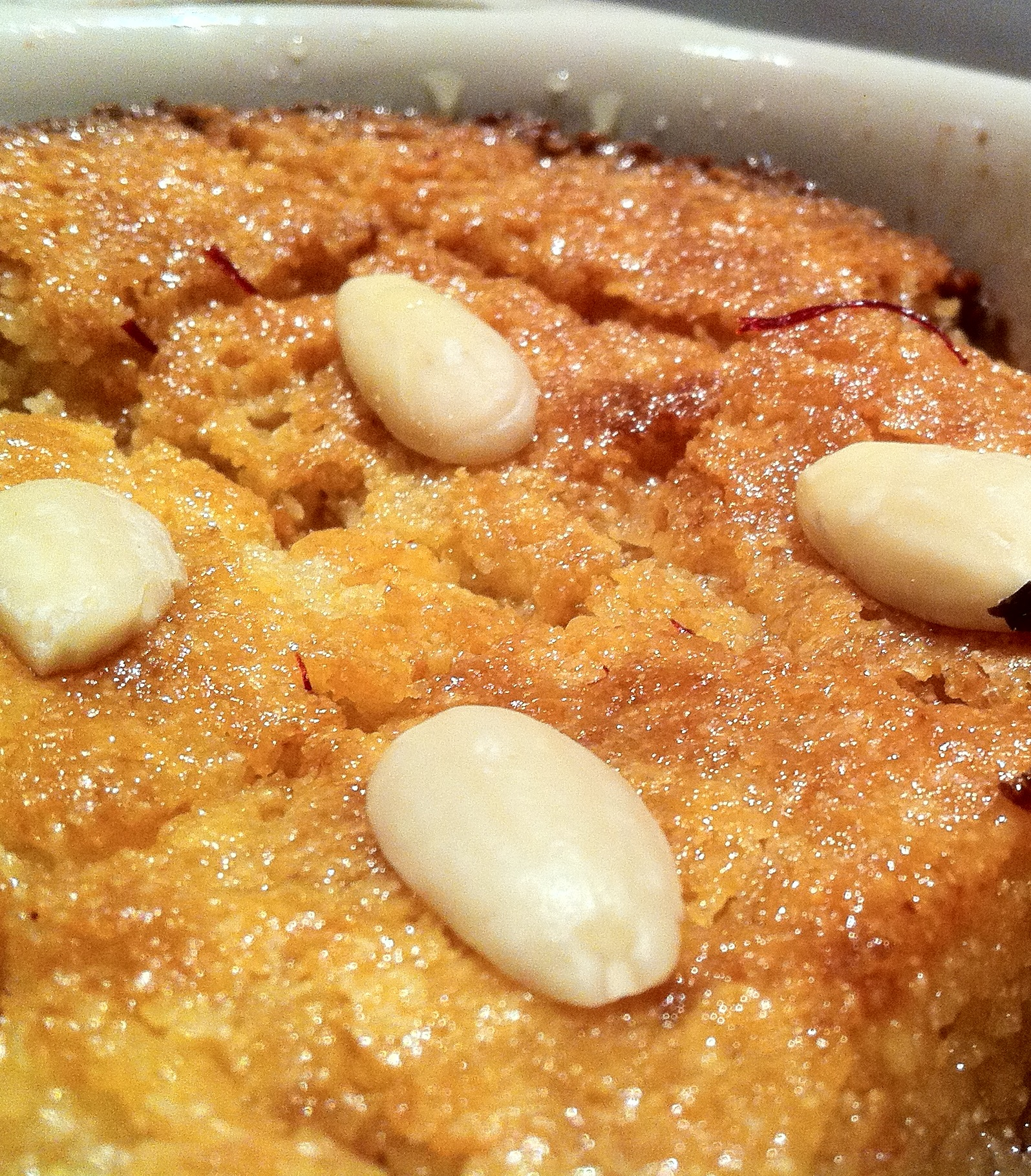
Een basbousa afgewerkt met amandelen

Basbousa, onder andere ook namoura, revani en hareseh genoemd, is een traditioneel cakeachtig gebak in het Midden-Oosten, Noord-Afrika, de Balkan en de Kaukasus. Het van oorsprong Egyptische gebak is ingeburgerd in onder andere de Turkse keuken, Syrische keuken, Griekse keuken en de Azerbeidzjaanse keuken. Een basbousa wordt gemaakt met tarwegriesmeel en na het bakken gezoet met suikerwater, rozenwater of oranjebloesemwater. De cake wordt doorgaans in ruitvormige stukjes opgediend.